# Henry Templer Alexander
Henry Templer Alexander, britanski general, * 17. maj 1911, † 16. marec 1977.